# Бепеня Торопбердин
Бепеня Торопбердин (Б. Трупбердин, Б. Торопкилдин, баш. Бәпәнәй Төрөпбирҙин; ок. 1695 — сентябрь 1739, Мензелинск) — башкирский феодал Куваканской волости Сибирской даруги Уфимского уезда, идеолог и один из предводителей Башкирских восстаний в 1735—1740 годах. Он был известен как абыз (учитель) и мулла. Его дед Камакай и отец Торопкильде были тарханами и участвовали в Башкирском восстании в 1704—1711 гг..

## Участие в восстаниях
В начальном этапе Башкирского восстания 1735—1740 годов, Бепеня Торопбердин был одним из его инициаторов в Сибирской дороге и главным советником Юсупа Арыкова. Он также вел переписку с другими предводителями восстаний и царскими чиновниками. В письмах («Письмо башкир Сибирской дороги Бепени Трупбердина с товарищами уфимскому воеводе Н. Д. Мерзлюкину с жалобой на действия А. И. Тевкелева и с требованием вывода его отряда с территории Сибирской дороги», начальнику Оренбургской экспедиции В. Н. Татищеву и других) Бепеня Торопбердин обвиняет царские власти в нарушениях вотчинных прав на землю, притеснение мусульманской религии, жестоком подавлении восстания карателями и, в связи с нарушениями договоров о присоединении башкир к Московии, обосновал право своего народа отстаивать свои интересы вплоть до отделения от России и восстановления Башкирского государства.
Причинами нового подъёма восстания в 1737—1738 годах явились жестокое подавление движения в 1735—1736 гг., тяжелые условия принесения повинных. Воззвания к населению, составленные Торопбердиным, также имели важное значение для новой волны восстания. На данном этапе, Бепеня Торопбердин стал главным предводителем и организатором движения в Сибирской и Осинской дорогах. Под его руководством повстанцы атаковали Красноуфимск, Кунгур, Бирск, Осу и другие крепости и города.
Бепеня не раз обращался за поддержкой к казахам Младшего и Среднего жузов. Известно, чтобы заручиться поддержкой Среднего Жуза, Бепеня Торопбердин к его правителю Барак-султану в качестве посла отправляет своего сына.

В сентябре 1738 года, несмотря на свои заявления Татищеву:: 
«и де ныне, покамест Юсупа не отпустит, к присяге с повинною никуда не пойду. А как ево, Юсупа, отпустят, тогда пойду»
 Бепеня Торопбердин приходит к царским властям с повинной. По другой версии, он был задержан карательным отрядом Хрущева (из писем В. Н. Татищева и доношения генерала Л. Я. Соймонова).
 
После ареста, Бепеня Торопбердин был подвержен пыткам и содержался в Мензелинской тюрьме вплоть до казни в сентябре 1739 года. Он был подвергнут наиболее мучительной казни — колесованию.

## Примечание
1. ↑  Статья в Башкортостан: Краткая энциклопедия Архивировано 27 сентября 2013 года.
2. ↑  Энциклопедия Челябинска. Дата обращения: 4 декабря 2012. Архивировано 22 марта 2012 года.
3. ↑  Восстания середины XVIII века Архивировано 26 октября 2011 года.
4. ↑  Башкирские восстания 30-х годов XVIII в. Дата обращения: 4 декабря 2012. Архивировано 1 февраля 2018 года.
5. ↑  Алтон С. Доннелли. Завоевание Башкирии Россией. Перевод с английского Л. Р. Бикбаевой. Уфа, 1995. С.156
6. ↑  Алеврас Н. Н., Конюченко А. И. История Урала. XI — XVIII века. — Челябинск: Южно-уральское книжное издательство, 2000. — С. 172. — 280 с. — ISBN 5-7688-0771-3.